# Tsumebite
La tsumebite (simbolo IMA: Tsu) è un raro minerale del supergruppo della brackebuschite; appartiene alla famiglia dei "fosfati, arseniati e vanadati" e possiede composizione chimica Pb2Cu(PO4)(SO4)(OH).

## Etimologia e storia
Il nome tsumebite è stato scelto nel 1912 da Karl Heinrich Emil Georg Busz per via della sua località tipo, Tsumeb, una città della Namibia, anche se il minerale è noto pure con il nome preslite.

## Classificazione
La classica nona edizione della sistematica dei minerali di Strunz, aggiornata dall'Associazione Mineralogica Internazionale (IMA) fino al 2009, elenca la tsumebite nella classe "8. Fosfati, arseniati, vanadati" e da lì nella sottoclasse "8.B Fosfati, ecc., con anioni aggiuntivi, senza H2O"; questa viene suddivisa più finemente in base alla dimensione dei cationi coinvolti e al rapporto tra anione idrossile e gruppo RO4 (dove in questo caso R=P), in modo tale da trovare la tsumebite nella sezione "8.BG Con cationi di media e grande dimensione, (OH, ecc.):RO4 = 0,5:1" dove forma il sistema nº 8.BG.05 insieme ad arsenbrackebuschite, arsentsumebite, bearthite, brackebuschite, bushmakinite, calderónite, feinglosite, gamagarite, goedkenite e tokyoite.
Tale classificazione resta invariata anche nell'edizione successiva, proseguita dal database "mindat.org" e chiamata Classificazione Strunz-mindat, nella quale all'interno del sistema 8.BG.05 fanno la loro comparsa anche il minerale ferribushmakinite, un possibile analogo dell'arsenico della tokyoite e un minerale ancora senza nome designato come UM1994-19-PO:CuHMoPb.
Nella Sistematica dei lapis (Lapis-Systematik) di Stefan Weiß la tsumebite si trova nella classe dei "fosfati, arseniati e vanadati" e nella sottoclasse dei "fosfati anidri, con anioni estranei F,Cl,O,OH"; qui è nella sezione dei "cationi medi e grandi: Mg-Cu-Zn e Ca-Na-K-Ba-Pb; gruppo della brackebuschite" dove forma il sistema nº VII/B.24 insieme ad arsenbrackebuschite, arsentsumebite, bearthite, brackebuschite, bushmakinite, calderónite, canosioite, feinglosite, ferribushmakinite, gamagarite goedkenite, grandaite, jamesite, lulzacite e tokyoite.
Anche nella sistematica dei minerali secondo Dana, usata principalmente nel mondo anglosassone, la tsumebite è nella famiglia dei "fosfati, arseniati e vanadati"; qui è nella classe dei "fosfati" e nella sottoclasse dei "fosfati composti ecc. (Anioni composti anidri con idrossile o alogeno)", dove forma il "gruppo della tsumebite" con il sistema nº 43.04.02 insieme ad arsentsumebite.

## Abito cristallino
La tsumebite cristallizza nel sistema monoclino nel gruppo spaziale P21/m (gruppo nº 11) con le costanti di reticolo a = 8,69 Å, b = 5,78 Å, c = 7,86 Å e β = 111,87°, oltre ad avere 2 unità di formula per cella unitaria.

## Origine e giacitura
La tsumebite è un raro minerale secondario presente nella zona ossidata di alcuni giacimenti di piombo-rame contenenti arsenico. La paragenesi è con azurite, cerussite, malachite, mimetite, olivenite,smithsonite e wulfenite.
Il minerale è stato trovato in poco meno di una quarantina di siti sparsi per il mondo. Qui si ricorda solo la sua località tipo, la miniera di "Tsumeb" (19.22704°S 17.72764°E) presso l'omonima città della Namibia.

## Forma in cui si presenta in natura
La tsumebite si presenta come un minerale tipicamente ben cristallizzato, piatto di dimensioni fino a 3 mm. Il minerale è da trasparente a traslucido con lucentezza variabile tra adamantina, semi adamantina, vitrea, semi vitrea e resinosa; il colore è verde smeraldo, a volte verde bluastro, che diventa verde alla luce trasmessa, mentre il colore del suo striscio va dal bianco al verde pallido.

## Proprietà ottiche
La tsumebite è debolmente pleocroica con colori blu molto pallido o incolore lungo {\displaystyle x} e {\displaystyle y} e blu uovo di pettirosso lungo {\displaystyle z}.

## Caratteristiche chimico-fisiche
- Peso molecolare: 685,99 grammomolecole.[4]

Composizione chimica:
- rame: 9,26% come rame puro, 11,60% come ossido rameico;
- fosforo: 4,52% come fosforo puro, 10,35% come pentossido di difosforo (P2O5)
- idrogeno: 0,15% come idrogeno puro, 1,31% come acqua;
- piombo: 60,41% come piombo puro, 65,07% come monossido di piombo;
- zolfo: 4,67% come zolfo puro, 11,67% come triossido di zolfo,
- ossigeno: 20,99%.